# Сенько, Илья Петрович
Илья Петрович Сенько (5 мая 1940, Козлякевичи, Барановичская область — 1 декабря 2017) — советский и белорусский деятель сельского хозяйства. Герой Социалистического Труда (1986).

## Биография
Илья Сенько родился 5 мая 1940 года в деревне Козлякевичи Новомышского района Барановичской области Белорусской ССР (сейчас Барановичского района Брестской области Белоруссии). Подлинная дата рождения, по словам Сенько, — 2 августа 1941 года.
В 7 лет пас коров, работал на картофельных полях.
Окончил среднюю школу.
В 1959—1960 годах работал счетоводом колхоза «Прогресс» в Гродненском районе Гродненской области, который возглавлял его брат Фёдор Сенько.
В 1965 году окончил Гродненский сельскохозяйственный институт.
В 1965—1967 годах работал главным агрономом колхоза «1 Мая».
В октябре 1967 года был избран председателем колхоза «Путь к коммунизму» Гродненского района.
7 июля 1986 года Указом Президиума Верховного Совета СССР за выдающиеся достижения в развитии сельскохозяйственного производства, досрочное выполнение заданий одиннадцатой пятилетки и социалистических обязательств и проявленную трудовую доблесть удостоен звания Героя Социалистического Труда с вручением ордена Ленина и золотой медали «Серп и Молот».
С 1992 года был председателем сельскохозяйственного коллективного предприятия «Обухово» Гродненского района (с 2003 года — сельскохозяйственный производственный кооператив «Обухово»).
Депутат Верховного Совета Белорусской ССР 11-го созыва (1985—1990).
В марте 2016 года вышел на пенсию.
Жил в деревне Обухово Гродненского района.
Умер 1 декабря 2017 года.
Награждён двумя орденами Ленина (16 декабря 1980, 7 июля 1986), орденом Трудового Красного Знамени (12 декабря 1973), медалями. Заслуженный работник сельского хозяйства Республики Беларусь (2000). Почётный гражданин Гродненского района (2010).

## Семья
Отец — Пётр Сенько (?—1943). Участник Великой Отечественной войны, погиб под Кёнигсбергом.
Младший брат — Фёдор Петрович Сенько (1936—2020), советский и российский деятель сельского хозяйства, государственный деятель. Герой Социалистического Труда (1971). Также был старший брат Александр.
Был дважды женат. Первая жена — Людмила Александровна, учительница, директор школы.